# شگفتی فضا
«شگفتی فضا» (انگلیسی: Space Oddity) ترانه‌ای است که دیوید بویی، خواننده-ترانه‌سرای انگلستانی نوشته و ضبط کرده‌است. این ترانه اولین بار در ۱۱ ژوئیهٔ ۱۹۶۹ به عنوان تک‌آهنگ ۷-اینچی منتشر شد و بعداً قطعهٔ اول دومین آلبوم استودیویی‌اش به نام دیوید بویی شد. بعد از شکست تجاری اولین آلبوم بویی، مدیر برنامهٔ او فیلمی تبلیغاتی سفارش کرد تا بویی را به مخاطبان بیشتری معرفی کند. بویی برای این فیلم «شگفتی فضا» را نوشت که داستانی دربارهٔ فضانورد تخیلی به‌نام سرگرد تام است. عنوان و موضوع آن تا حدودی الهام‌گرفته از فیلم ۲۰۰۱: ادیسه فضایی (۱۹۶۸) و احساس ازخودبیگانگی بویی در آن مقطع از دوران کاری‌اش بود. از لحاظ موسیقایی، «شگفتی فضا» یکی از پیچیده‌ترین ترانه‌هایی بود که بویی در آن زمان نوشته بود و الهام‌گرفته از موسیقی بی جیز بود.
پیش‌نمایش «شگفتی فضا» در اوایل ۱۹۶۹ بود و نسخهٔ فیلم تبلیغاتی همان فوریه ضبط شد و این فیلم شامل یک کلیپ تبلیغاتی از این ترانه است. بعد از امضای قرارداد با مرکوری رکوردز، نسخهٔ جدید آلبوم در ژوئن ۱۹۶۹ در استودیو ترایدنت لندن ضبط شد. این قطعه قبل از آلبوم ضبط شد زیرا ناشر می‌خواست ترانه را قبل از فرود آپولو ۱۱ منتشر کند. بعد از اینکه تونی ویسکانتی از تهیه‌کنندگی ترانه خودداری کرد و آن را یک اثر نوظهور می‌دانست، تهیه‌کنندگی به گاس داجن واگذار شد و به دقت این روند را ترتیب داد. در مراحل ضبط، از ملوترون که توسط ریک ویکمن نواخته شده و استایلوفون استفاده شده‌است. این ترانه در دو فرمت مونو و استریو میکس شد و جلد گرامافون تک‌آهنگ شامل تصویری بود که در آن زمان برای تک آهنگ‌های رادیویی نادر بود.
این تکآهنگ قبل از فرود آپولو ۱۱ روی ماه منتشر شد و از سوی منتقدان موسیقی مورد تحسین قرار گرفت و بی‌بی‌سی از آن به عنوان موسیقی پس‌زمینه در طول پوشش خبری فرود استفاده کرد. با این حال این تکآهنگ در ابتدا در بریتانیا فروش ضعیفی داشت و در ایالات متحده توسط ایستگاه‌های رادیویی متوقف شد. این ترانه تا سپتامبر به رتبهٔ ۴۸ جدول بریتانیا رسید و بویی آن را در اوایل اکتبر در برنامه تلویزیونی بریتانیایی بهترین‌های پاپ اجرا کرد. این اجرا به «شگفتی فضا» کمک کرد تا به رتبه پنجم جدول صعود کند و برای سه سال دیگر به اولین و تنها موفقیت بویی در این جدول تبدیل شود. پس از موفقیت تجاری آلبوم زیگی استارداست (۱۹۷۲)، آرسی‌ای رکوردز ترانه را مجدداً به عنوان تک‌آهنگ در ایالات متحده منتشر کرد و در رتبه ۱۵ جدول این کشور قرار گرفت و اولین موفقیت بویی در ایالات متحده شد. آرسی‌ای بار دیگر این ترانه را در سال ۱۹۷۵ به عنوان بخشی از یک ماکسی تک‌آهنگ منتشر کرد که در نهایت اولین تک‌آهنگ رتبه یک بویی در بریتانیا شد. بویی در تک‌آهنگ «خاکستر به خاکستر» (۱۹۸۰) و «ستارهٔ سیاه» (۲۰۱۵) به سرگرد تام اشاره کرده‌است.
تعدادی از هنرمندان «شگفتی فضا» را بازخوانی کرده و دیگران ترانه‌هایی منتشر کرده‌اند که به شخصیت سرگرد تام اشاره می‌کند. بازخوانی کریس هدفیلد، فضانورد کانادایی، توجه گسترده رسانه‌ها را به خود جلب کرد؛ موزیک ویدئوی همراه آن که در ایستگاه فضایی بین‌المللی فیلم‌برداری شد، اولین موزیک ویدیوئی بود که در فضا ضبط شد. «شگفتی فضا» در فیلم‌ها و سریال‌های تلویزیونی مختلفی ظاهر شده و نقشی محوری در فیلم زندگی پنهان والتر میتی (۲۰۱۳) دارد. «شگفتی فضا» که در اوایل یک قطعهٔ نوظهور تلقی می‌شد، اکنون یکی از برترین ترانه‌های بویی محسوب می‌شود و یکی از محبوب‌ترین ترانه‌هایش باقی مانده‌است. نام این ترانه در فهرست‌های متعدد «برترین‌ها» از جمله «۵۰۰ ترانه‌ای که راک اند رول را شکل دادند» در تالار مشاهیر راک اند رول آمده‌است.